# Danh sách tiểu hành tinh: 2001–2100
| Tên                   | Tên đầu tiên | Ngày phát hiện       | Nơi phát hiện            | Người phát hiện                                        |
| --------------------- | ------------ | -------------------- | ------------------------ | ------------------------------------------------------ |
| 2001 Einstein         | 1973 EB      | 5 tháng 3 năm 1973   | Đài thiên văn Zimmerwald | P. Wild                                                |
| 2002 Euler            | 1973 QQ1     | 29 tháng 8 năm 1973  | Nauchnij                 | T. M. Smirnova                                         |
| 2003 Harding          | 6559 P-L     | 24 tháng 9 năm 1960  | Palomar                  | C. J. van Houten, I. van Houten-Groeneveld, T. Gehrels |
| 2004 Lexell           | 1973 SV2     | 22 tháng 9 năm 1973  | Nauchnij                 | N. S. Chernykh                                         |
| 2005 Hencke           | 1973 RA      | 2 tháng 9 năm 1973   | Đài thiên văn Zimmerwald | P. Wild                                                |
| 2006 Polonskaya       | 1973 SB3     | 22 tháng 9 năm 1973  | Nauchnij                 | N. S. Chernykh                                         |
| 2007 McCuskey         | 1963 SQ      | 22 tháng 9 năm 1963  | Brooklyn                 | Đại học Indiana                                        |
| 2008 Konstitutsiya    | 1973 SV4     | 27 tháng 9 năm 1973  | Nauchnij                 | L. I. Chernykh                                         |
| 2009 Voloshina        | 1968 UL      | 22 tháng 10 năm 1968 | Nauchnij                 | T. M. Smirnova                                         |
| 2010 Chebyshev        | 1969 TL4     | 13 tháng 10 năm 1969 | Nauchnij                 | B. A. Burnasheva                                       |
| 2011 Veteraniya       | 1970 QB1     | 30 tháng 8 năm 1970  | Nauchnij                 | T. M. Smirnova                                         |
| 2012 Guo Shou-Jing    | 1964 TE2     | 9 tháng 10 năm 1964  | Nam Kinh                 | Purple Mountain Observatory                            |
| 2013 Tucapel          | 1971 UH4     | 22 tháng 10 năm 1971 | Cerro El Roble           | Đại học Chile                                          |
| 2014 Vasilevskis      | 1973 JA      | 2 tháng 5 năm 1973   | Mount Hamilton           | A. R. Klemola                                          |
| 2015 Kachuevskaya     | 1972 RA3     | 4 tháng 9 năm 1972   | Nauchnij                 | L. V. Zhuravleva                                       |
| 2016 Heinemann        | 1938 SE      | 18 tháng 9 năm 1938  | Heidelberg               | A. Bohrmann                                            |
| 2017 Wesson           | A903 SC      | 20 tháng 9 năm 1903  | Heidelberg               | M. F. Wolf                                             |
| 2018 Schuster         | 1931 UC      | 17 tháng 10 năm 1931 | Heidelberg               | K. Reinmuth                                            |
| 2019 van Albada       | 1935 SX1     | 28 tháng 9 năm 1935  | Johannesburg             | H. van Gent                                            |
| 2020 Ukko             | 1936 FR      | 18 tháng 3 năm 1936  | Turku                    | Y. Väisälä                                             |
| 2021 Poincaré         | 1936 MA      | 26 tháng 6 năm 1936  | Algiers                  | L. Boyer                                               |
| 2022 West             | 1938 CK      | 7 tháng 2 năm 1938   | Heidelberg               | K. Reinmuth                                            |
| 2023 Asaph            | 1952 SA      | 16 tháng 9 năm 1952  | Brooklyn                 | Đại học Indiana                                        |
| 2024 McLaughlin       | 1952 UR      | 23 tháng 10 năm 1952 | Brooklyn                 | Đại học Indiana                                        |
| 2025 Nortia           | 1953 LG      | 6 tháng 6 năm 1953   | Johannesburg             | J. Churms                                              |
| 2026 Cottrell         | 1955 FF      | 30 tháng 3 năm 1955  | Brooklyn                 | Đại học Indiana                                        |
| 2027 Shen Guo         | 1964 VR1     | 9 tháng 11 năm 1964  | Nanking                  | Purple Mountain Observatory                            |
| 2028 Janequeo         | 1968 OB1     | 18 tháng 7 năm 1968  | Cerro El Roble           | C. Torres, S. Cofre                                    |
| 2029 Binomi           | 1969 RB      | 11 tháng 9 năm 1969  | Đài thiên văn Zimmerwald | P. Wild                                                |
| 2030 Belyaev          | 1969 TA2     | 8 tháng 10 năm 1969  | Nauchnij                 | L. I. Chernykh                                         |
| 2031 BAM              | 1969 TG2     | 8 tháng 10 năm 1969  | Nauchnij                 | L. I. Chernykh                                         |
| 2032 Ethel            | 1970 OH      | 30 tháng 7 năm 1970  | Nauchnij                 | T. M. Smirnova                                         |
| 2033 Basilea          | 1973 CA      | 6 tháng 2 năm 1973   | Đài thiên văn Zimmerwald | P. Wild                                                |
| 2034 Bernoulli        | 1973 EE      | 5 tháng 3 năm 1973   | Zimmerwald               | P. Wild                                                |
| 2035 Stearns          | 1973 SC      | 21 tháng 9 năm 1973  | El Leoncito              | J. Gibson                                              |
| 2036 Sheragul         | 1973 SY2     | 22 tháng 9 năm 1973  | Nauchnij                 | N. S. Chernykh                                         |
| 2037 Tripaxeptalis    | 1973 UB      | 25 tháng 10 năm 1973 | Đài thiên văn Zimmerwald | P. Wild                                                |
| 2038 Bistro           | 1973 WF      | 24 tháng 11 năm 1973 | Zimmerwald               | P. Wild                                                |
| 2039 Payne-Gaposchkin | 1974 CA      | 14 tháng 2 năm 1974  | Harvard Observatory      | Harvard Observatory                                    |
| 2040 Chalonge         | 1974 HA      | 19 tháng 4 năm 1974  | Đài thiên văn Zimmerwald | P. Wild                                                |
| 2041 Lancelot         | 2523 P-L     | 24 tháng 9 năm 1960  | Palomar                  | C. J. van Houten, I. van Houten-Groeneveld, T. Gehrels |
| 2042 Sitarski         | 4633 P-L     | 24 tháng 9 năm 1960  | Palomar                  | C. J. van Houten, I. van Houten-Groeneveld, T. Gehrels |
| 2043 Ortutay          | 1936 TH      | 12 tháng 11 năm 1936 | Konkoly                  | G. Kulin                                               |
| 2044 Wirt             | 1950 VE      | 8 tháng 11 năm 1950  | Mount Hamilton           | C. A. Wirtanen                                         |
| 2045 Peking           | 1964 TB1     | 8 tháng 10 năm 1964  | Nanking                  | Purple Mountain Observatory                            |
| 2046 Leningrad        | 1968 UD1     | 22 tháng 10 năm 1968 | Nauchnij                 | T. M. Smirnova                                         |
| 2047 Smetana          | 1971 UA1     | 16 tháng 10 năm 1971 | Hamburg-Bergedorf        | L. Kohoutek                                            |
| 2048 Dwornik          | 1973 QA      | 27 tháng 8 năm 1973  | Palomar                  | E. F. Helin                                            |
| 2049 Grietje          | 1973 SH      | 29 tháng 9 năm 1973  | Palomar                  | T. Gehrels                                             |
| 2050 Francis          | 1974 KA      | 28 tháng 5 năm 1974  | Palomar                  | E. F. Helin                                            |
| 2051 Chang            | 1976 UC      | 23 tháng 10 năm 1976 | Harvard Observatory      | Harvard Observatory                                    |
| 2052 Tamriko          | 1976 UN      | 24 tháng 10 năm 1976 | La Silla                 | R. M. West                                             |
| 2053 Nuki             | 1976 UO      | 24 tháng 10 năm 1976 | La Silla                 | R. M. West                                             |
| 2054 Gawain           | 4097 P-L     | 24 tháng 9 năm 1960  | Palomar                  | C. J. van Houten, I. van Houten-Groeneveld, T. Gehrels |
| 2055 Dvořák           | 1974 DB      | 19 tháng 2 năm 1974  | Hamburg-Bergedorf        | L. Kohoutek                                            |
| 2056 Nancy            | A909 TB      | 15 tháng 10 năm 1909 | Heidelberg               | J. Helffrich                                           |
| 2057 Rosemary         | 1934 RQ      | 7 tháng 9 năm 1934   | Heidelberg               | K. Reinmuth                                            |
| 2058 Róka             | 1938 BH      | 22 tháng 1 năm 1938  | Konkoly                  | G. Kulin                                               |
| 2059 Baboquivari      | 1963 UA      | 16 tháng 10 năm 1963 | Brooklyn                 | Đại học Indiana                                        |
| 2060 Chiron           | 1977 UB      | 18 tháng 10 năm 1977 | Palomar                  | C. T. Kowal                                            |
| 2061 Anza             | 1960 UA      | 22 tháng 10 năm 1960 | Flagstaff                | H. L. Giclas                                           |
| 2062 Aten             | 1976 AA      | 7 tháng 1 năm 1976   | Palomar                  | E. F. Helin                                            |
| 2063 Bacchus          | 1977 HB      | 24 tháng 4 năm 1977  | Palomar                  | C. T. Kowal                                            |
| 2064 Thomsen          | 1942 RQ      | 8 tháng 9 năm 1942   | Turku                    | L. Oterma                                              |
| 2065 Spicer           | 1959 RN      | 9 tháng 9 năm 1959   | Brooklyn                 | Đại học Indiana                                        |
| 2066 Palala           | 1934 LB      | 4 tháng 6 năm 1934   | Johannesburg             | C. Jackson                                             |
| 2067 Aksnes           | 1936 DD      | 23 tháng 2 năm 1936  | Turku                    | Y. Väisälä                                             |
| 2068 Dangreen         | 1948 AD      | 8 tháng 1 năm 1948   | Nice                     | M. Laugier                                             |
| 2069 Hubble           | 1955 FT      | 29 tháng 3 năm 1955  | Brooklyn                 | Đại học Indiana                                        |
| 2070 Humason          | 1964 TQ      | 14 tháng 10 năm 1964 | Brooklyn                 | Đại học Indiana                                        |
| 2071 Nadezhda         | 1971 QS      | 18 tháng 8 năm 1971  | Nauchnij                 | T. M. Smirnova                                         |
| 2072 Kosmodemyanskaya | 1973 QE2     | 31 tháng 8 năm 1973  | Nauchnij                 | T. M. Smirnova                                         |
| 2073 Janáček          | 1974 DK      | 19 tháng 2 năm 1974  | Hamburg-Bergedorf        | L. Kohoutek                                            |
| 2074 Shoemaker        | 1974 UA      | 17 tháng 10 năm 1974 | Palomar                  | E. F. Helin                                            |
| 2075 Martinez         | 1974 VA      | 9 tháng 11 năm 1974  | El Leoncito              | Felix Aguilar Observatory                              |
| 2076 Levin            | 1974 WA      | 16 tháng 11 năm 1974 | Harvard Observatory      | Harvard Observatory                                    |
| 2077 Kiangsu          | 1974 YA      | 18 tháng 12 năm 1974 | Nanking                  | Purple Mountain Observatory                            |
| 2078 Nanking          | 1975 AD      | 12 tháng 1 năm 1975  | Nanking                  | Purple Mountain Observatory                            |
| 2079 Jacchia          | 1976 DB      | 23 tháng 2 năm 1976  | Harvard Observatory      | Harvard Observatory                                    |
| 2080 Jihlava          | 1976 DG      | 27 tháng 2 năm 1976  | Đài thiên văn Zimmerwald | P. Wild                                                |
| 2081 Sázava           | 1976 DH      | 27 tháng 2 năm 1976  | Zimmerwald               | P. Wild                                                |
| 2082 Galahad          | 7588 P-L     | 17 tháng 10 năm 1960 | Palomar                  | C. J. van Houten, I. van Houten-Groeneveld, T. Gehrels |
| 2083 Smither          | 1973 WB      | 29 tháng 11 năm 1973 | Palomar                  | E. F. Helin                                            |
| 2084 Okayama          | 1935 CK      | 7 tháng 2 năm 1935   | Uccle                    | S. J. Arend                                            |
| 2085 Henan            | 1965 YA      | 20 tháng 12 năm 1965 | Nanking                  | Purple Mountain Observatory                            |
| 2086 Newell           | 1966 BC      | 20 tháng 1 năm 1966  | Brooklyn                 | Đại học Indiana                                        |
| 2087 Kochera          | 1975 YC      | 28 tháng 12 năm 1975 | Đài thiên văn Zimmerwald | P. Wild                                                |
| 2088 Sahlia           | 1976 DJ      | 27 tháng 2 năm 1976  | Zimmerwald               | P. Wild                                                |
| 2089 Cetacea          | 1977 VF      | 9 tháng 11 năm 1977  | Anderson Mesa            | N. G. Thomas                                           |
| 2090 Mizuho           | 1978 EA      | 12 tháng 3 năm 1978  | Yakiimo                  | T. Urata                                               |
| 2091 Sampo            | 1941 HO      | 26 tháng 4 năm 1941  | Turku                    | Y. Väisälä                                             |
| 2092 Sumiana          | 1969 UP      | 16 tháng 10 năm 1969 | Nauchnij                 | L. I. Chernykh                                         |
| 2093 Genichesk        | 1971 HX      | 28 tháng 4 năm 1971  | Nauchnij                 | T. M. Smirnova                                         |
| 2094 Magnitka         | 1971 TC2     | 12 tháng 10 năm 1971 | Nauchnij                 | Đài thiên văn vật lý thiên văn Krym                    |
| 2095 Parsifal         | 6036 P-L     | 24 tháng 9 năm 1960  | Palomar                  | C. J. van Houten, I. van Houten-Groeneveld, T. Gehrels |
| 2096 Väinö            | 1939 UC      | 18 tháng 10 năm 1939 | Turku                    | Y. Väisälä                                             |
| 2097 Galle            | 1953 PV      | 11 tháng 8 năm 1953  | Heidelberg               | K. Reinmuth                                            |
| 2098 Zyskin           | 1972 QE      | 18 tháng 8 năm 1972  | Nauchnij                 | L. V. Zhuravleva                                       |
| 2099 Öpik             | 1977 VB      | 8 tháng 11 năm 1977  | Palomar                  | E. F. Helin                                            |
| 2100 Ra-Shalom        | 1978 RA      | 10 tháng 9 năm 1978  | Palomar                  | E. F. Helin                                            |